# GWG Städtische Wohnungsgesellschaft München
Die GWG Städtische Wohnungsgesellschaft München mbH war eine Wohnungsgesellschaft der Landeshauptstadt München. Am 1. Januar 2024 wurde sie durch Fusion in die neu gegründete Gesellschaft Münchner Wohnen überführt. Die GWG  München bewirtschaftete (Stand Ende 2021) einen eigenen Bestand von 30.423 Mietwohnungen sowie 446 Gewerbeeinheiten. Die GWG war komplett im Eigentum der Landeshauptstadt München. Aufsichtsratsvorsitzende des Unternehmens war die 3. Münchner Bürgermeisterin Verena Dietl (SPD), die dieses Amt auch bei der Münchner Wohnen innehat.

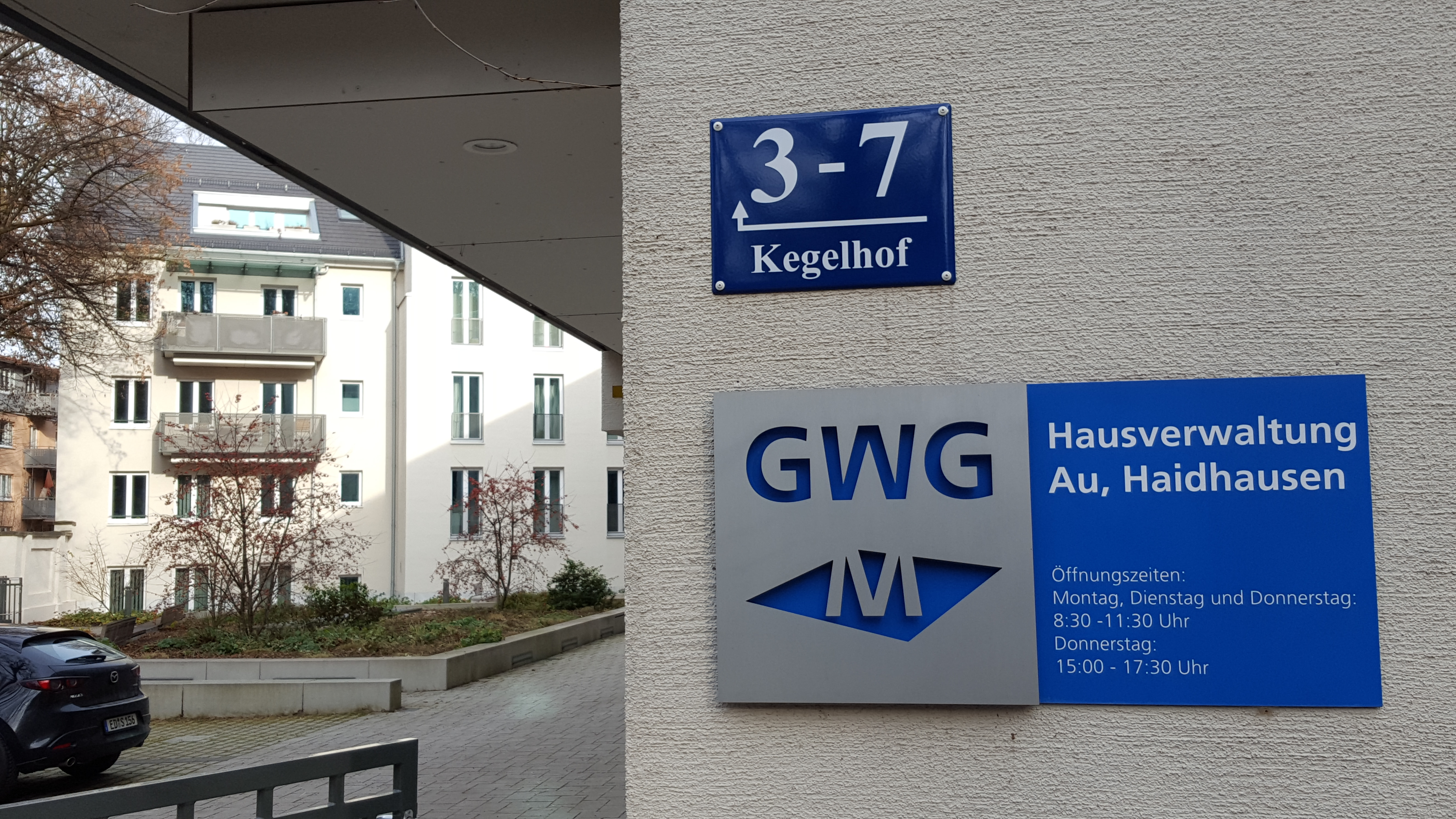
GWG-Neubau „Am Kegelhof“

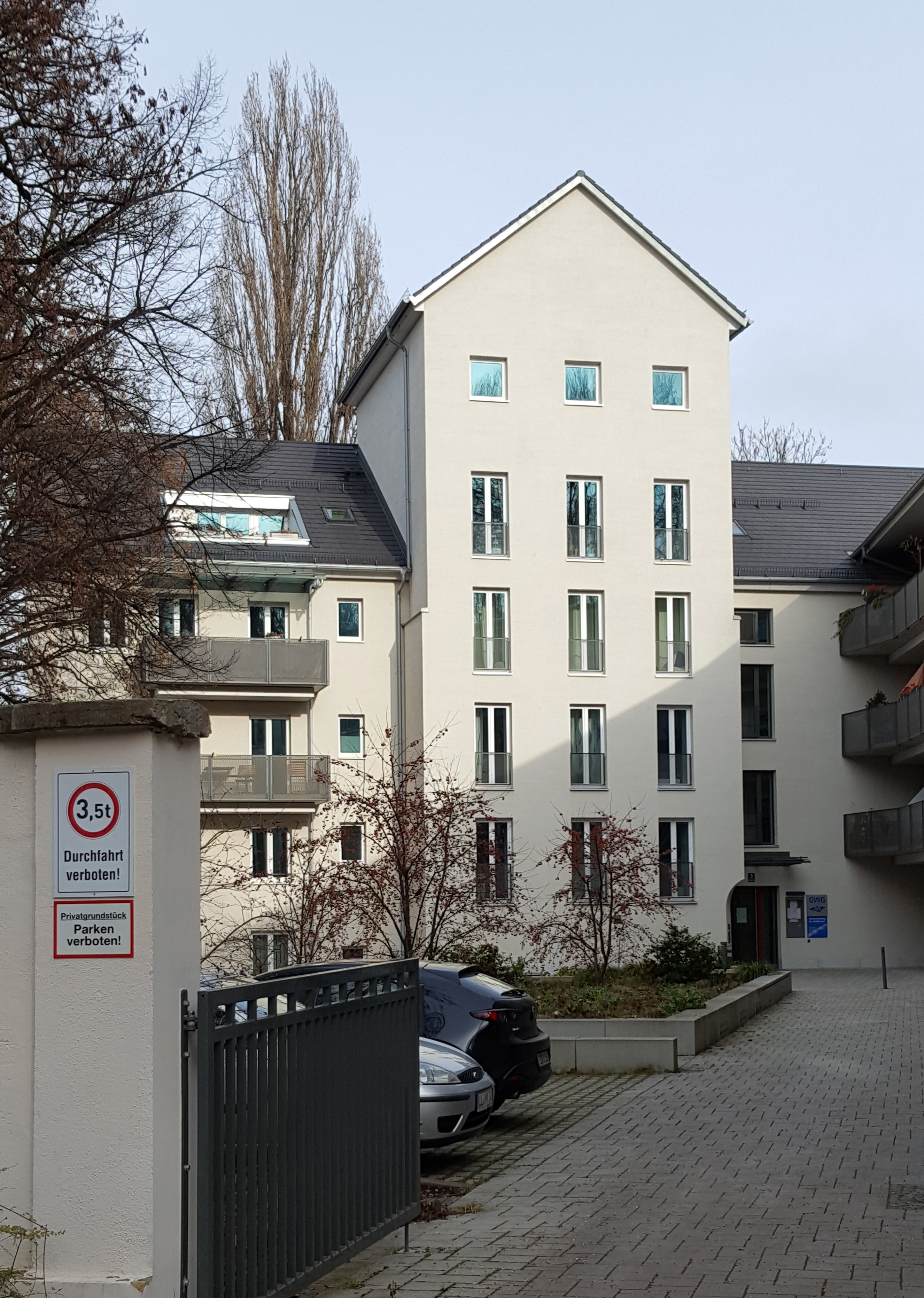
GWG-Verwaltung und Wohnungen

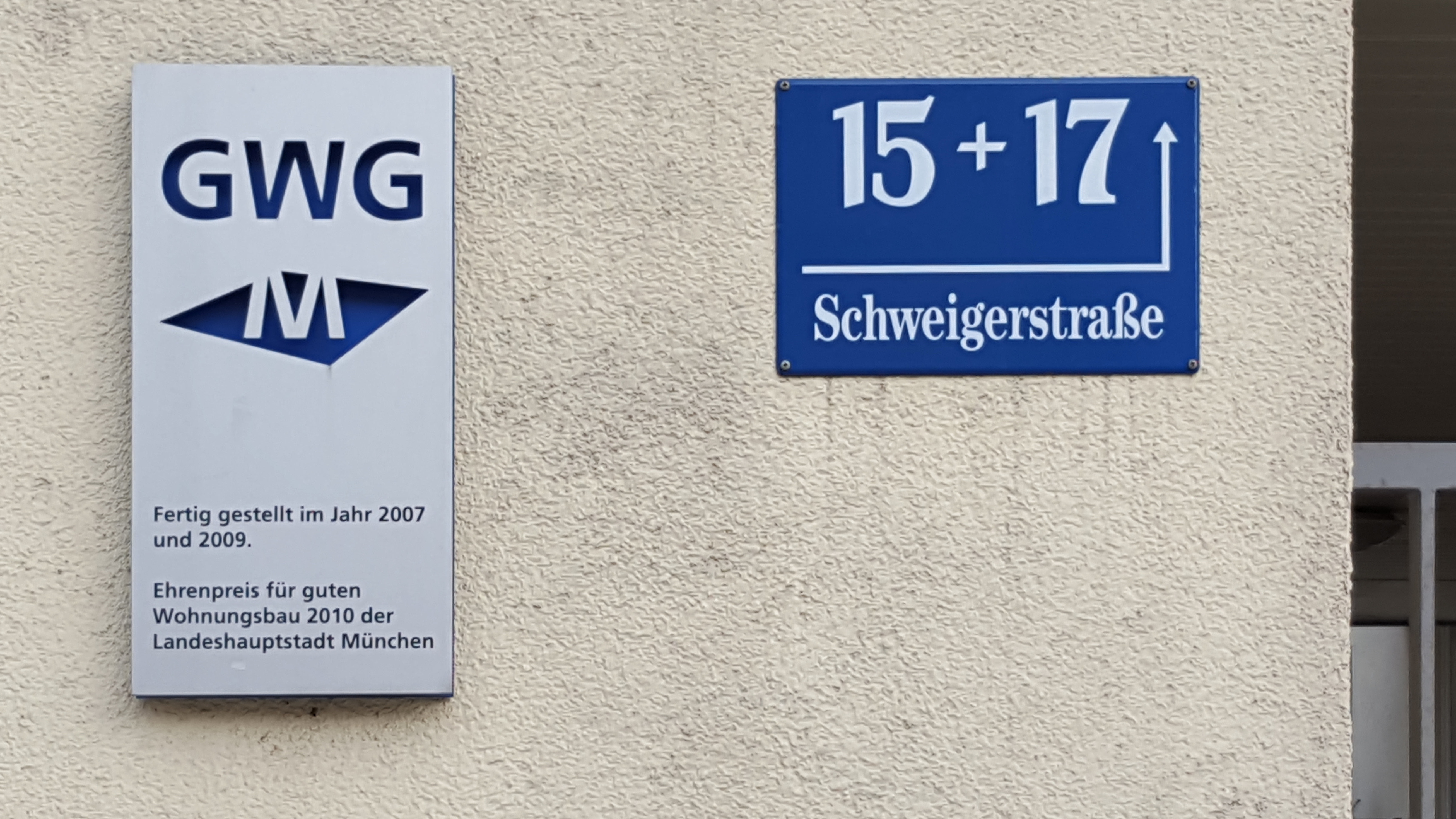
Prämiertes GWG-Anwesen

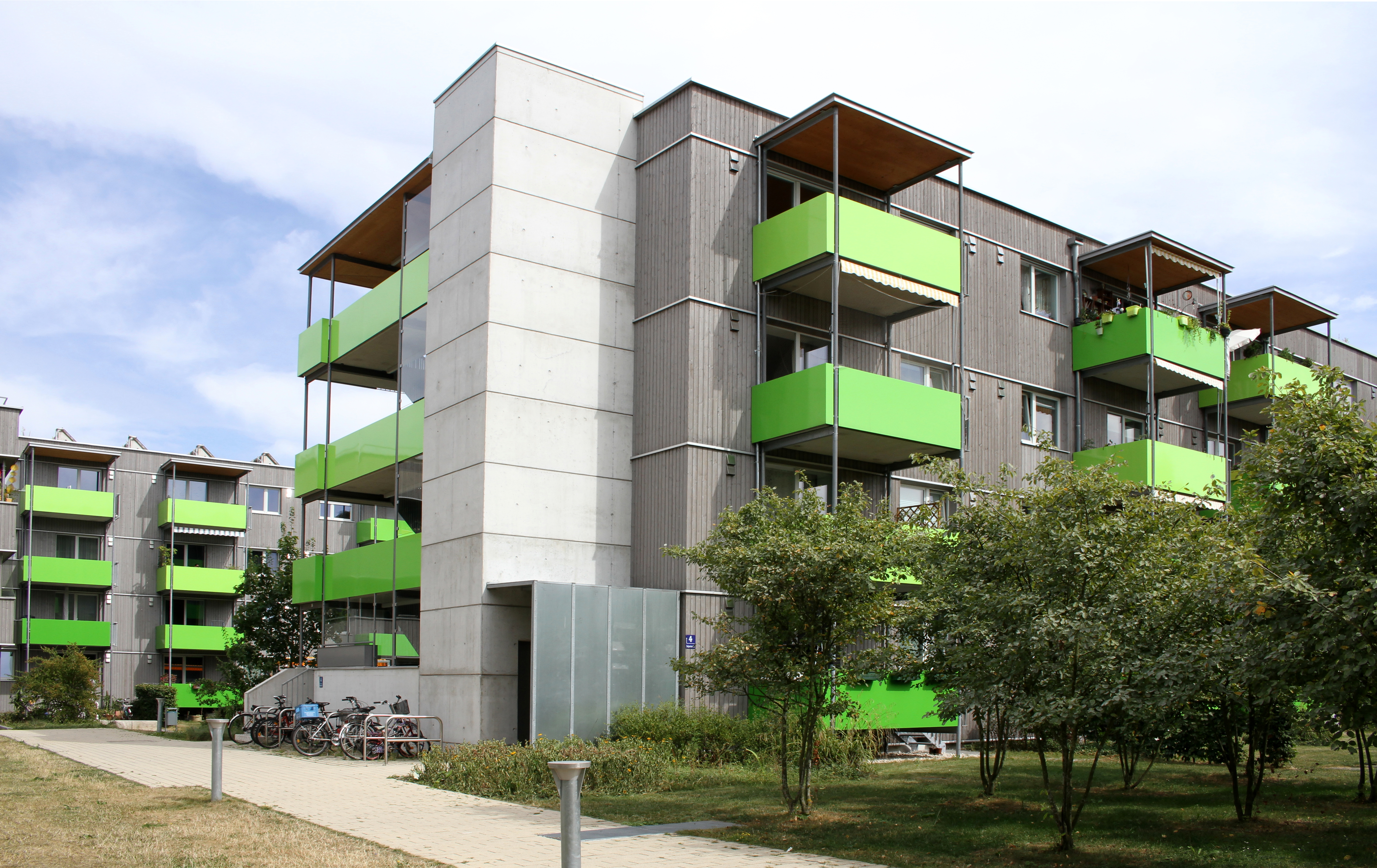
Sanierter Wohnblock in Sendling-Westpark

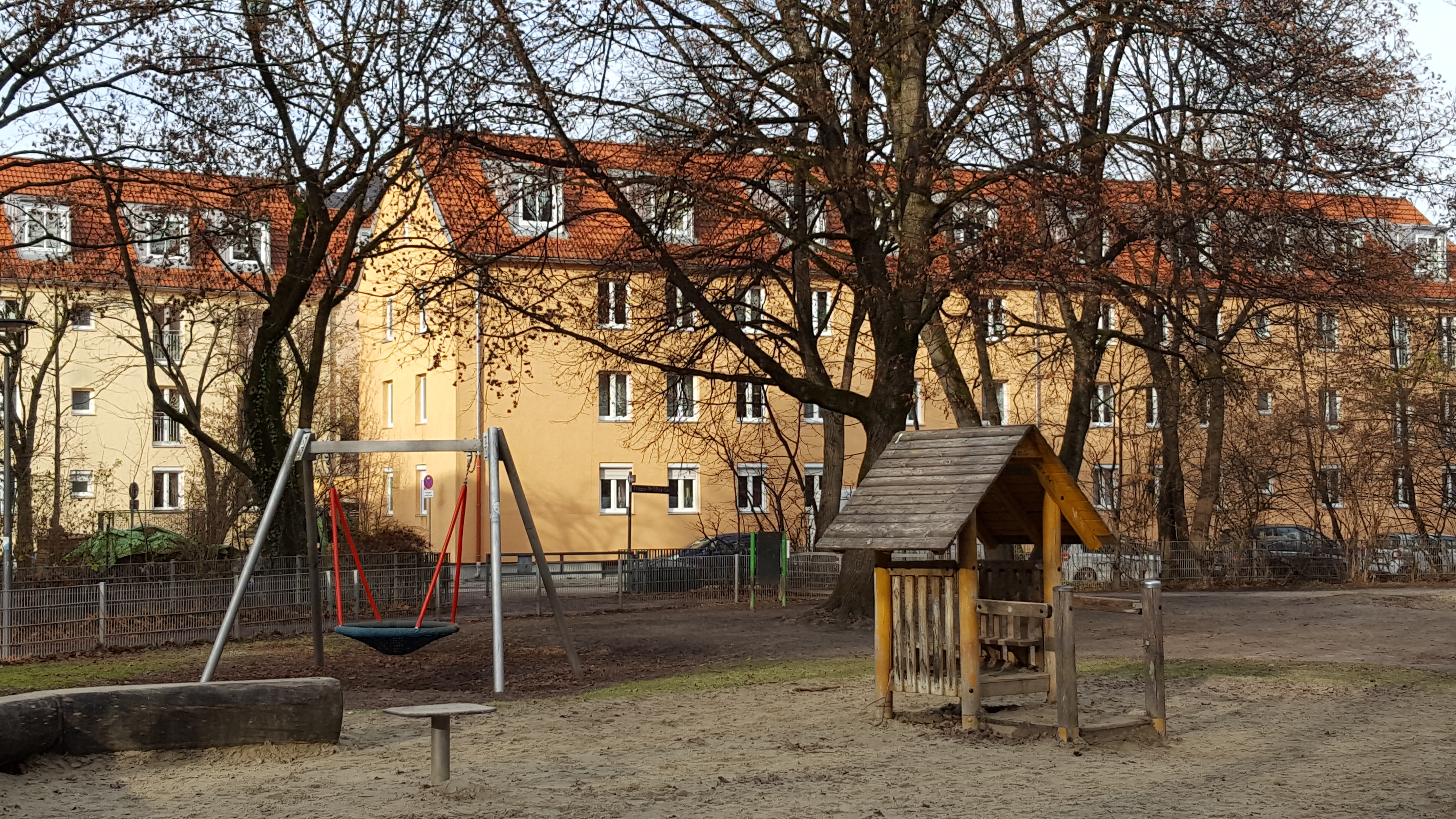
Sozialwohnungen im Stadtteil Au

## Geschichte

### Anfangsphase
Im Herbst 1916 erkannte das bayerische Innenministerium, dass bei Kriegsende eine große Wohnungsnot in Bayern entstehen würde. In München fehlten rund 6.000 Wohnungen. Deswegen wurde 1918 im Sitzungssaal des Neuen Rathauses die GWG gegründet. 57 Gesellschafter waren an der Gründung der Gesellschaft mit einem Stammkapital von 847.000 Mark beteiligt. Anfänglich sollte die GWG mehr beratend als selbst bauend tätig sein. Die aufkommenden Genossenschaften, die Inflation und die Währungsreform von 1923 (mit dem damit verbundenen Verlust des Stammkapitals) führten in der Mitte der zwanziger Jahre zur vorübergehenden Beendigung des Geschäftsbetriebs.

### Neubeginn 1935
1935 wurde die GWG „wiederbelebt“. Zusätzlich zur Baubetreuung und -beratung umfassten die Aufgaben der Gesellschaft jetzt auch den Bau von günstigen Wohnungen. Diese Wohnungen sollten überwiegend an kinderreiche Familien vermietet werden. Bereits 1936 wurde mit dem Bau der Maikäfersiedlung im Stadtteil Berg am Laim begonnen. Bis 1942 stellte die GWG insgesamt 2.501 Wohnungen fertig. Danach musste die Bautätigkeit wegen des Zweiten Weltkriegs beendet werden.

### Nach 1945
Direkt nach Kriegsende beschränkte sich die Tätigkeit der GWG auf die Beseitigung von Kriegsschäden. Nach der Währungsreform 1948 begann sie wieder mit Neubauten. Zuerst wurden bestehende GWG-Siedlungen (Berg am Laim, Milbertshofen und Harthof) ausgebaut und durch den Krieg unterbrochene Baumaßnahmen fortgesetzt. Anfang der fünfziger Jahre entstanden zwei neue Wohnanlagen in Ramersdorf und Sendling. 1965 wurde die zehntausendste Wohnung fertiggestellt.
1973 übertrug die Landeshauptstadt München den kommunalen Wohnungsbesitz (knapp 7.000 Wohnungen) an die GWG. Diese wurden zuerst gepachtet und gingen dann 1976 in das Eigentum der GWG über. Insgesamt besaß die GWG damit rund 19.000 Mietwohnungen.
Problematisch waren die teilweise sehr schlechte Bausubstanz und die nicht mehr zeitgemäßen Wohnungsgrundrisse und -ausstattungen. Viele Mieter verzichteten trotz Wohnungsmangels in München auf die kleinen und mangelhaft ausgestatteten Wohnungen. Dies führte zu hohen Leerständen und Mietausfällen. Deshalb beschloss die GWG 1978 eine Gesamtkonzeption zur nachhaltigen Verbesserung des Miethausbesitzes. Darin wurden circa 4.600 Wohnungen als sanierungsbedürftig und rund 6.100 als modernisierungsbedürftig eingestuft. Die Sanierungs- und Modernisierungstätigkeit und der Neubau sind bis heute ein wichtiges Aufgabengebiet der GWG München.
2007 erwarb die GWG München einen Anteil von 94 Prozent an der MGS Münchener Gesellschaft für Stadterneuerung mbH. Die MGS bewirtschaftete zu diesem Zeitpunkt 32 eigene Mietwohnungen, 1.217 Mietwohnungen als Treuhandvermögen für die Landeshauptstadt München sowie 218 Mietwohnungen für Dritte.
Anfang 2011 gab sich die GWG München den Namen GWG Städtische Wohnungsgesellschaft München mbH.
Im Juli 2022 meldete die Süddeutsche Zeitung, dass der Aufsichtsrat die vorzeitige Abberufung der beiden Geschäftsführer Christian Amlong und Gerda Peter beschlossen habe.

## Fusionierung der städtischen Wohnbaugesellschaften
München hat neben der GWG noch eine zweite gemeinnützige Wohnbaugesellschaft, die zu hundert Prozent der Stadt gehört, die GEWOFAG. Wiederholt gab es im Münchner Rathaus Bestrebungen, die GWG mit der GEWOFAG zusammenzulegen. Ernsthaft diskutiert wurde die Fusion erstmals im Jahr 2005, ein weiterer Vorstoß erfolgte 2016, seitens der Koalition von SPD und CSU im Münchner Stadtrat. Eine gute Gelegenheit hierfür sahen die Parteien damals in einem bevorstehenden Geschäftsführerwechsel in beiden Firmen. Sowohl CSU als auch SPD hatten jedoch Bedenken und sahen vor allem die unterschiedlichen Strukturen der beiden Unternehmen als Hinderungsgrund.
Ende 2020 beschlossen die beiden Regierungsfraktionen Grüne/Rosa Liste und SPD/Volt die Fusionierung der städtischen Wohnbaugesellschaften GWG mit der größeren GEWOFAG. Wie schon bei den früheren Ansätzen sehen sie als Hauptziel der Fusionierung, den Wohnungsbau in München anzukurbeln. Angestrebt ist eine Steigerung von durchschnittlich rund 1250 neu gebauten städtischen Wohnungen im Jahr auf 2000. Mit der Fusion sollen auch die Kosten gesenkt werden. Synergieeffekte verspricht sich das Rathaus vom Abschaffen der bisherigen Doppelstrukturen in den Bereichen Personalstruktur, Projektentwicklung, Verwaltung und IT. Angepeilt ist, jährlich einen zweistelligen Millionenbetrag einzusparen. Die Stadtverwaltung wurde von der Grün-Roten Koalition im Dezember 2020 beauftragt, konkrete Vorschläge für eine künftige Unternehmensstruktur der fusionierten Wohnbaugesellschaften auszuarbeiten. Die Zusammenlegung soll bis 2024 erfolgen. Von den insgesamt 800 000 Wohnungen in München umfasst dann das aus GWG und GEWOFAG verschmolzene Unternehmen 67 000 Wohnungen mit insgesamt 150 000 Mieterinnen und Mietern. Im Juli 2022 meldete die Süddeutsche Zeitung, dass die Aktivitäten zur geplanten Fusion nur langsam vorankommen. Die Fusion von GWG und GEWOFAG ist zum 1. Januar 2024 erfolgt.

## Auszeichnungen
- Deutscher Bauherrenpreis 1998 für das Niedrigenergiehaus Ganghoferstraße
- Bayerischer Wohnungsbaupreis 2005
- Bayerischer Wohnungsbaupreis 2007
- Deutscher Bauherrenpreis 2007
- Ikanos-Award 2009 für das effizienteste Wohnungswirtschaftsunternehmen Deutschlands[6]
- Ehrenpreis für guten Wohnungsbau, Wohnen im Alter und vorbildliche Sanierung 2010, 4 Auszeichnungen
- Deutscher Bauherrenpreis 2013
- Besondere Anerkennung Deutscher Bauherrenpreis 2013
- Ehrenpreis für guten Wohnungsbau, Wohnen im Alter und vorbildliche Sanierung 2015
- Deutscher Bauherrenpreis 2016